# Metodystyczny Kościół Nigerii
Metodystyczny Kościół Nigerii (Methodist Church Nigeria) – jest jednym z głównych i najstarszych Kościołów chrześcijańskich w Nigerii. Liczy ponad 2 mln wiernych. Jest członkiem Światowej Rady Kościołów, Światowej Rady Metodystycznej a także Chrześcijańskiej Rady Nigerii. Kościół został założony w 1842 roku, przez brytyjskich misjonarzy metodystycznych.